# Élections législatives monténégrines de 2016
Les élections législatives monténégrines de 2016 (en monténégrin : Избори за посланике у Скупштину Црне Горе 2016) se tiennent le dimanche 16 octobre 2016, afin d'élire les 81 députés de la Xe législature du Parlement pour un mandat de quatre ans.
Au pouvoir sans discontinuer depuis la fin du régime communiste, le Parti démocratique socialiste de Milo Đukanović — homme fort du Monténégro depuis les années 1990 — arrive de nouveau en tête et rate de deux sièges la majorité absolue. Il s'associe alors avec plusieurs partis des minorités ethniques afin de disposer du soutien d'une majorité parlementaire. Sur proposition de Đukanović, le poste de Premier ministre revient à son vice-Premier ministre, Duško Marković.

## Contexte
Lors des élections législatives anticipées du 14 octobre 2012, la coalition Monténégro européen (ECG) — formée autour du Parti démocratique socialiste (DPS) de Milo Đukanović et au pouvoir depuis plus de 20 ans — arrive en tête avec plus de 45 % des voix et 39 sièges sur 81, assurant sa continuité à la direction du gouvernement. Elle devance notamment le Front démocratique (DF), qui fait élire 20 députés, et le Parti socialiste populaire (SNP), qui obtient neuf élus. Environ trois semaines plus tard, le président Filip Vujanović charge Milo Đukanović de constituer le nouvel exécutif du pays, et ce dernier remporte le vote de confiance des parlementaires le 4 décembre par 44 voix pour et 36 contre après avoir mis en place une majorité avec plusieurs partis représentant les minorités ethniques.
Les autorités monténégrines annoncent le 18 janvier 2013 que le premier tour de l'élection présidentielle aura lieu le 7 avril. Pas encore officiellement candidat à sa succession mais favori des sondages, le chef de l'État sortant se trouve au centre d'une controverse : ayant été déjà été élu deux fois à la présidence, il est considéré comme inéligible par l'opposition puisque la Constitution institue un quinquennat renouvelable une fois, mais le Parti démocratique socialiste argue que la première élection de Filip Vujanović s'est produite à l'époque de la république autonome du Monténégro, donc que celui-ci n'a accompli qu'un seul mandat sous l'empire de la Constitution de 2007, adoptée après l'indépendance. La Cour constitutionnelle valide un mois plus tard cette interprétation du droit, ce qui entraîne la rupture entre le DPS et ses alliés historiques du Parti social-démocrate (SDP), qui décident de boycotter le scrutin tandis que toute l'opposition, d'ordinaire habituée des divisions, se rassemble derrière un seul candidat, le chef de file du Front démocratique Miodrag Lekić. Au soir du scrutin, Filip Vujanović est finalement réélu pour un troisième et dernier mandat avec 51,2 % des suffrages exprimés, confirmant l'emprise du Parti démocratique socialiste sur les institutions monténégrines depuis deux décennies.

## Système électoral

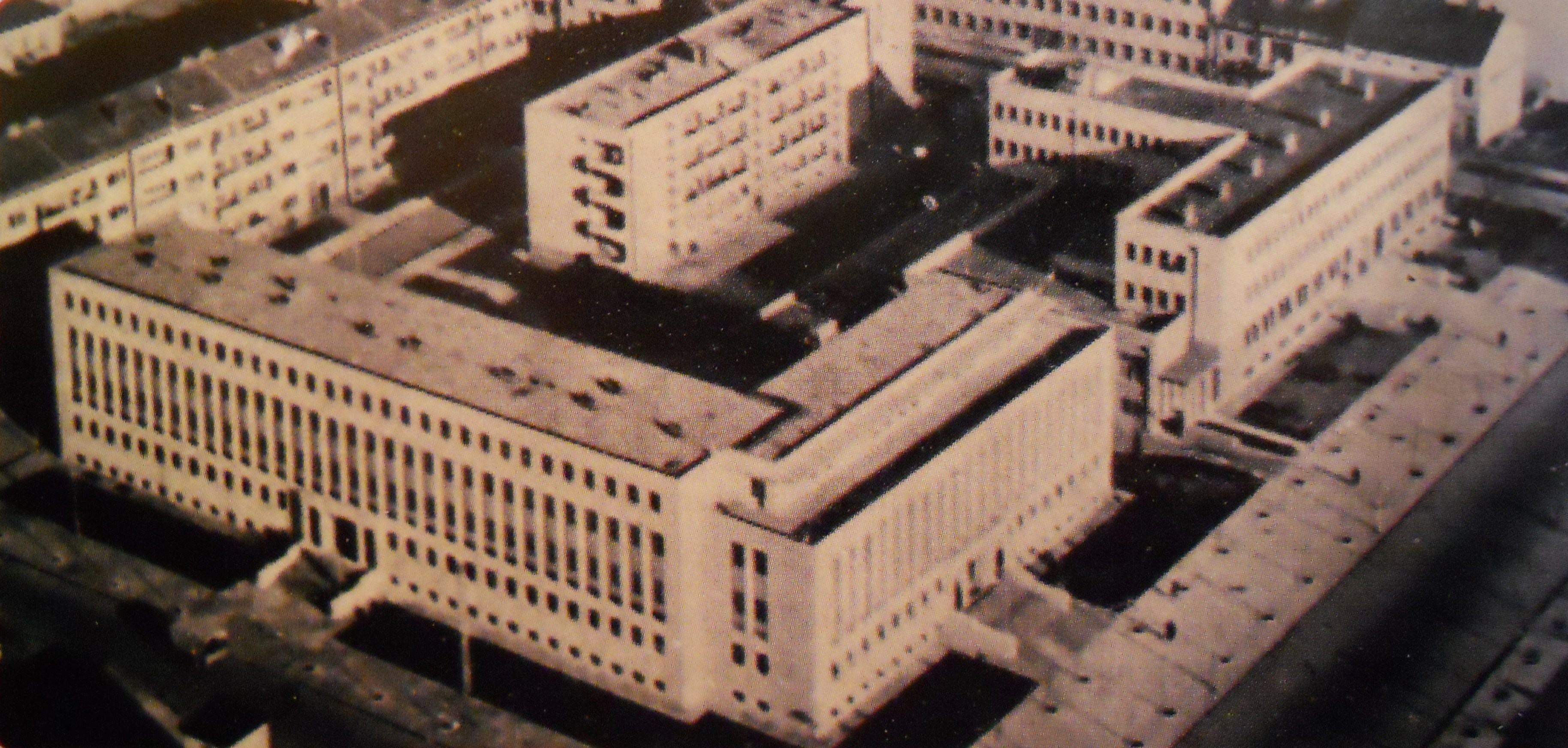
Le bâtiment du Parlement à Podgorica.

Le Parlement du Monténégro (Скупштина Црне Горе) est un parlement unicaméral doté de 81 sièges pourvus pour quatre ans au scrutin proportionnel plurinominal avec listes bloquées dans une unique circonscription électorale nationale.
Les sièges sont répartis selon la méthode d'Hondt à tous les partis ayant franchi le seuil électoral de 3 % des suffrages exprimés. Les partis représentant une minorité ethnique dont les membres totalisent au moins 15 % de la population d'un district sont cependant en partie affranchis de ce seuil, celui ci étant alors abaissé à 0,7 %, pour un maximum de trois sièges. Pour les partis représentant la minorité croate, il descend à 0,35 % et donne droit à un siège.

## Sondages
| Date                | Institut de sondage            | DPS  | SDP  | DF   | SNP  | DEMOS                                    | URA                                      | DCG                                      | SD                                       | PCG | BS   | Autres partis | Écart |
| ------------------- | ------------------------------ | ---- | ---- | ---- | ---- | ---------------------------------------- | ---------------------------------------- | ---------------------------------------- | ---------------------------------------- | --- | ---- | ------------- | ----- |
| 8-21 juin 2016      | CEDEM                          | 43.1 | 4.2  | 11.1 | 8.8  | 10.3                                     | 4.1                                      | 7.2                                      | 2.4                                      | 2.2 | 3.8  | 2.8           | 32    |
| 29 mai-5 juin 2016  | NSPM                           | 38.9 | 4.1  | 22   | 8.1  | 6.7                                      | 3.2                                      | 6.7                                      | 2.4                                      | 2.8 | 5.1  |               | 16.9  |
| avril 2016          | Ipsos                          | 45   | 6    | 8    | 6    | 15                                       | 4                                        | 7                                        | 2                                        | 2   | 5    |               | 30    |
| 22 février 2016     | DAMAR                          | 40.9 | 4.3  | 11.9 | 6.4  | 12.2                                     | 6.1                                      | 6.8                                      | 2.2                                      | 1.9 | 3.6  | 3.7           | 28.7  |
| 9–18 décembre 2015  | Ipsos                          | 45   | 4    | 8    | 6    | 13                                       | 8                                        | 6                                        | 2                                        | 2   | 6    |               | 32    |
| 14–19 novembre 2015 | DAMAR                          | 41.7 | 4    | 11.5 | 6.4  | 11.4                                     | 4                                        | 7.4                                      | 2.4                                      | 3   | 4.5  | 3.7           | 30.2  |
| 30 Oct–8 Nov 2015   | CEDEM                          | 45.1 | 4.6  | 8.7  | 9.1  | 10.2                                     | 4.2                                      | 6.7                                      | 2.5                                      | 1.8 | 3.3  | 3.8           | 34.9  |
| 8–16 Oct 2015       | Ipsos                          | 45   | 4    | 8    | 7    | 13                                       | 7                                        | 6                                        | 1                                        | 1   | 3    | 5             | 32    |
| 1–6 septembre 2015  | DAMAR                          | 40.3 | 3.8  | 9.4  | 6.9  | 10.2                                     | 3.5                                      | 10.1                                     | 2.4                                      | 3.6 | 5    | 4.8           | 30.1  |
| 12-24 juillet 2015  | CEDEM                          | 42.7 | 5.2  | 5.8  | 8.5  | 14.4                                     | 5.5                                      | 9.2                                      | 2.2                                      | 1.6 | 2.1  | 2.8           | 28.3  |
| 5 mai 2015          | Ipsos                          | 42   | 3    | 7    | 7    | 16                                       | 5                                        | 7                                        | 2.9                                      | 3   | 7.1  |               | 26    |
| 14 Oct 2012         | Élections législatives de 2012 | 45.6 | 45.6 | 22.8 | 11.1 | Partis créés après les élections de 2012 | Partis créés après les élections de 2012 | Partis créés après les élections de 2012 | Partis créés après les élections de 2012 | 8.2 | 4.17 | 8.1           | 22.8  |

## Résultats
|                                     |                                          |                                          |         |       |      |               |               |
| Partis                              | Partis                                   | Partis                                   | Voix    | %     | +/-  | Sièges        | +/-           |
|                                     |                                          | Parti démocratique socialiste (DPS)      | 158 490 | 41,41 | 4,92 | 35            | 3             |
|                                     | Parti libéral (LP)                       | 1                                        | 158 490 | 41,41 | 4,92 | en stagnation |               |
| Parti démocratique socialiste (DPS) | Parti démocratique socialiste (DPS)      | 36                                       | 158 490 | 41,41 | 4,92 | 3             |               |
|                                     |                                          | Nouvelle démocratie serbe (NSD)          | 77 784  | 20,32 | 2,87 | 8             | en stagnation |
|                                     | Mouvement pour les changements (PZP)     | 5                                        | 77 784  | 20,32 | 2,87 | en stagnation |               |
|                                     | Parti populaire démocratique (DNP)       | 4                                        | 77 784  | 20,32 | 2,87 | 1             |               |
|                                     | Parti des travailleurs (DNP)             | 1                                        | 77 784  | 20,32 | 2,87 | en stagnation |               |
|                                     | Parti démocratique de l'unité (DSJ)      | 0                                        | 77 784  | 20,32 | 2,87 | 1             |               |
|                                     | Indépendants                             | 0                                        | 77 784  | 20,32 | 2,87 | 2             |               |
| Front démocratique (DF)             | Front démocratique (DF)                  | 18                                       | 77 784  | 20,32 | 2,87 | 2             |               |
|                                     |                                          | Alliance démocratique (DEMOS)            | 42 295  | 11,05 | 0,19 | 4             | 4             |
|                                     | Parti socialiste populaire (SNP)         | 3                                        | 42 295  | 11,05 | 0,19 | 6             |               |
|                                     | Action réformée unie (URA)               | 2                                        | 42 295  | 11,05 | 0,19 | 2             |               |
| Coalition Clé (Ključ)               | Coalition Clé (Ključ)                    | 9                                        | 42 295  | 11,05 | 0,19 | en stagnation |               |
|                                     | Monténégro démocratique (DCG)            | Monténégro démocratique (DCG)            | 38 327  | 10,01 | 1,64 | 8             | 8             |
|                                     | Parti social-démocrate (SDP)             | Parti social-démocrate (SDP)             | 20 011  | 5,23  | N/A  | 4             | 2             |
|                                     | Sociaux-démocrates (SD)                  | Sociaux-démocrates (SD)                  | 12 472  | 3,26  | Nv.  | 2             | 2             |
|                                     | Parti bosniaque (BS)                     | Parti bosniaque (BS)                     | 12 089  | 3,16  | 1,08 | 2             | 1             |
|                                     | Monténégro positif (PCG)                 | Monténégro positif (PCG)                 | 5 062   | 1,32  | 7,05 | 0             | 7             |
|                                     | Albanais décisifs (AO)                   | Albanais décisifs (AO)                   | 4 854   | 1,27  | 0,47 | 1             | en stagnation |
|                                     | Coalition albanaise (AK)                 | Coalition albanaise (AK)                 | 3 394   | 0,89  | 0,18 | 0             | 1             |
|                                     | Initiative civique croate (HGI)          | Initiative civique croate (HGI)          | 1 801   | 0,47  | 0,06 | 1             | en stagnation |
|                                     | Alliance démocratique albanaise          | Alliance démocratique albanaise          | 1 542   | 0,40  | Nv.  | 0             | en stagnation |
|                                     | Parti serbe                              | Parti serbe                              | 1 201   | 0,31  | Nv.  | 0             | en stagnation |
|                                     | Communauté démocratique bosniaque        | Communauté démocratique bosniaque        | 1 140   | 0,30  | Nv.  | 0             | en stagnation |
|                                     | Alternative Monténégro                   | Alternative Monténégro                   | 878     | 0,23  | Nv.  | 0             | en stagnation |
|                                     | Parti des radicaux serbes (SSR)          | Parti des radicaux serbes (SSR)          | 693     | 0,18  | Nv.  | 0             | en stagnation |
|                                     | Partis des retraités et invalides (PUPI) | Partis des retraités et invalides (PUPI) | 672     | 0,18  | 0,21 | 0             | en stagnation |
|                                     |                                          |                                          |         |       |      |               |               |
| Votes valides                       | Votes valides                            | Votes valides                            | 382 707 | 98,58 |      |               |               |
| Votes blancs et invalides           | Votes blancs et invalides                | Votes blancs et invalides                | 5 513   | 1,42  |      |               |               |
| Total                               | Total                                    | Total                                    | 388 220 | 100   | —    | 81            | en stagnation |
| Abstention                          | Abstention                               | Abstention                               | 140 597 | 26,59 |      |               |               |
| Inscrits/Participation              | Inscrits/Participation                   | Inscrits/Participation                   | 528 817 | 73,41 |      |               |               |

## Suites
Le 25 octobre, neuf jours après le scrutin, le bureau du DPS propose que le vice-Premier ministre Duško Marković accède aux fonctions de Premier ministre en remplacement de Milo Đukanović. Ce choix est vertement critiqué par l'opposition, alors que Marković est mis en cause dans des scandales de corruption, de versement de pots-de-vin et accusé d'avoir omis de transmettre des informations dans l'enquête sur le meurtre d'un journaliste d'opposition en 2014.
Il se voit officiellement confier la charge de former un nouveau gouvernement le 9 novembre par le président Filip Vujanović. Le 28 novembre, Duško Marković est investi Premier ministre par le Parlement avec 41 voix favorables, l'opposition ayant boycotté la séance.